# Ladislao Kubala
László Kubala Stecz (Budapest, 10 de junio de 1927-Barcelona, 17 de mayo de 2002), también llamado Ladislav Kubala o Ladislao Kubala, fue un futbolista y entrenador húngaro, que contaba también con nacionalidad española y checoslovaca. Es ampliamente considerado como uno de los mejores jugadores de la historia y un símbolo del F. C. Barcelona.
Futbolista funcional, jugó preferentemente de mediocampista ofensivo o delantero y es una las grandes leyendas del F. C. Barcelona, del fútbol español y uno de los mejores futbolistas europeos de todos los tiempos. Kubala se destacó por su rápido y hábil regate, sereno y poderoso remate y precisión en los tiros libres. Durante la década de 1950, fue un miembro destacado del exitoso equipo de Barcelona, anotando 280 goles en 345 apariciones. Durante las celebraciones del centenario del club en 1999, una encuesta de aficionados declaró a Kubala como el mejor jugador que jamás haya jugado para el club español. Después de retirarse como jugador, que tenía dos temporadas como entrenador del Barcelona y también entrenó España la selección absoluta y la selección olímpica.
Formó parte de la lista de los 50 Mejores Jugadores del Siglo XX elaborado por la FIFA y publicados por IFFHS en el 2004. Es el cuarto goleador histórico del F. C. Barcelona.
Posee el récord de haber defendido la camiseta de tres selecciones nacionales distintas (Hungría, Checoslovaquia y España) y de haber sido el entrenador que durante más tiempo (11 años) ha dirigido a la selección española de fútbol, igualado con José María Mateos.

## Biografía

### Inicios
Nació el 10 de junio de 1927 en Budapest y la Segunda Guerra Mundial marcó su juventud, condicionando su evolución como jugador. Hombre de profundas convicciones religiosas, este "barcelonés de Budapest", como lo bautizó un periodista catalán, tenía fama de generoso y familiar.
Debutó en la Primera División húngara con el Ferencváros. Emigró a Checoslovaquia y se alistó en las filas del SK Slovan Bratislava, donde jugó 6 veces y marcó 4 goles. Volvió a su país para fichar por el Vasas de Budapest. 

### Persecución política
Después de disputar un partido en la capital húngara, se despidió de su madre sin confesarle que había decidido cruzar el Telón de Acero. Acompañado de otros cuatro compañeros de equipo y de varias personas más, cruzó la frontera con Austria en un camión con matrícula soviética. Tardó años en volver a ver su madre.
Una vez en Occidente los problemas continuaron. La federación húngara le acusó de delincuente y estafador, y la FIFA le suspendió durante un año. Durante ese período, el jugador se alistó en el Aurora Pro Patria 1919, el único equipo de Italia que le dio garantías económicas. Kubala acabó en un campo de refugiados en Cinecittà, donde ya lo acompañaba parte de su familia. Entre otros, se encontraba su cuñado, el entrenador Ferdinand Daučík, el cual fundaría el Hungaria, un equipo integrado por exiliados húngaros que viajó por Europa y a finales de 1950 también a América del Sur, muy afamado por su gran juego dirigido y organizado en su totalidad por Daučík.
Tras huir de su Hungría natal, Kubala estuvo a un paso de fichar por el Torino FC. El club italiano vivía un momento dulce y estaba considerado como uno de los mejores equipos de Europa. A pesar de las buenas perspectivas y de la delicada situación del jugador, lo cierto es que no llegó a un acuerdo con la entidad de Turín y el fichaje no se llevó a cabo. Poco después, aquel histórico equipo realizó una triunfal gira por Europa. De vuelta a Italia, el avión que trasladaba a la expedición sufrió un terrible accidente en Superga. Los equipos de rescate no encontraron supervivientes entre el pasaje. De haber fichado por el Torino, Kubala hubiera formado parte de la plantilla que realizó aquella gira fatídica.

### F. C. Barcelona

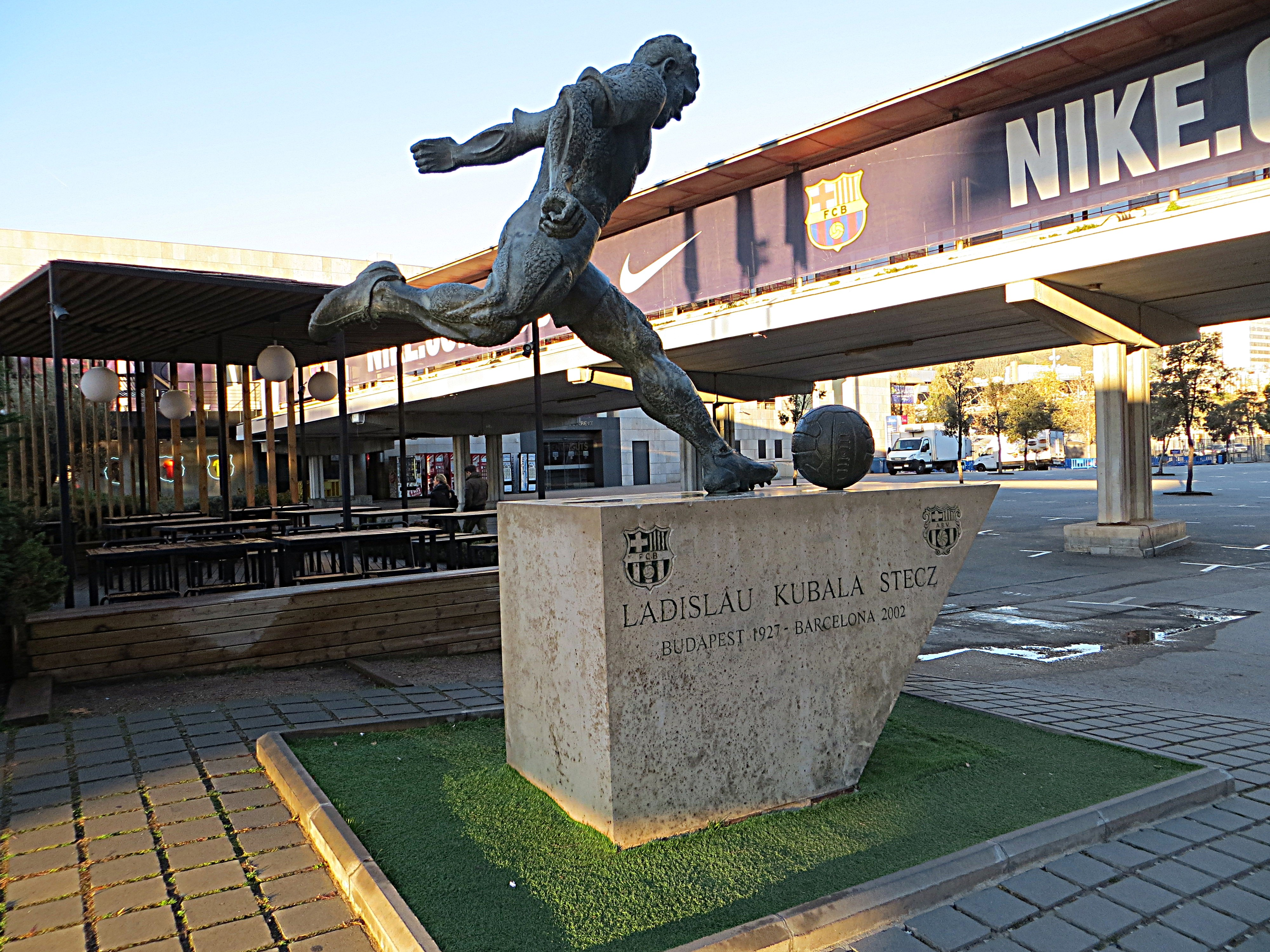
Estatua en homenaje a Kubala en las dependencias del estadio del F. C. Barcelona.

En una de sus giras con el Hungaria, Kubala recaló en Barcelona para disputar un amistoso frente al RCD Español. José Samitier, entonces director técnico del F. C. Barcelona, quedó prendado con las evoluciones de aquel maravilloso jugador de 23 años. El 15 de junio de 1950 firmó por el Barça pero debido a varias trabas burocráticas su debut oficial se retrasó hasta abril de 1951 aunque muy pronto se convirtió en el ídolo indiscutible de la afición barcelonista. Con él comenzó una auténtica edad de oro para el F. C. Barcelona. Kubala desplegaba su juego en el centro del campo, y todas sus cualidades futbolísticas destacaban por su tono superlativo: fuerza física fuera de lo común, técnica de un malabarista, extraordinaria visión de juego, habilidad rematadora, maestría insuperable en el lanzamiento de faltas y penaltis y dotes de líder en el terreno de juego. Con él el legendario "equipo de las 5 Copas" (1951-1952) donde el F. C. Barcelona ganó la Liga, la Copa de España, la Copa Eva Duarte, La Copa europea Latina y la Copa Martini&Rossi. Kubala fue el líder de asistencias en la Copa Latina 1952 y dio el pase para el gol del título de César Rodríguez. En 1958 formó parte de otro "equipo legendario" que incluía también a sus compatriotas y compañeros de selección Zoltan Czibor y Sandor Kocsis (que eran junto a él refugiados húngaros en España), Ramallets, Luis Suárez y Evaristo, ganando la primera Copa europea de Ferias de 1958 con un equipo magnífico, una Copa de España y La Liga haciendo el "doblete nacional" en 1959 y una Liga y Copa europea de Ferias haciendo un "doblete internacional" en 1960.
Con los azulgranas a Kubala solo se le resistió la Copa de Europa, aunque disputó la final de 1961 frente al Benfica.

### Tras retirarse
Tras retirarse en 1962 siguió ligado a la disciplina barcelonista. Poco después se convertía en el máximo responsable técnico del club catalán. Desde el banquillo ganó una Copa europea de Ferias, pero un mal inicio en la Liga 1962-63 le valió la destitución. Kubala quiso entonces volver a jugar pero la directiva culé se negó en redondo. Ofendido, fichó por el RCD Español y descolgó las botas a sus 35 años.
Internacional con España, su país de adopción; Hungría, su patria natal; y Checoslovaquia, la tierra de sus antepasados (sus padres procedían de Eslovaquia), el fútbol llevó a Kubala por medio planeta. Primero como jugador y, posteriormente, como entrenador.
Después de su retirada definitiva como jugador, dirigió a la selección española durante 11 años, clasificándola para el Mundial de 1978 y la Eurocopa de 1980. Posteriormente volvió a entrenar al Barça, antes de iniciar un nuevo peregrinaje por medio mundo. 
En 1993, el estadio de Montjuïc fue el escenario de un emotivo homenaje a su figura.

### Fallecimiento
El que fuera uno de los mejores jugadores del Barcelona de toda la historia, Kubala, falleció a los 74 años el 17 de mayo de 2002 a las 13:00 horas en la Clínica del Pilar de Barcelona, a consecuencia de una larga enfermedad. Fue enterrado en el Cementerio de Les Corts de Barcelona, junto a otros grandes jugadores del barcelonismo como José Samitier o Paulino Alcántara, siendo colocadas en su tumba varias insignias del Barça y una bandera del mismo. Joan Manuel Serrat llegó a dedicarle una canción 'Temps era temps', una referencia como himno del club barcelonés.
Entre 1950 y 1962 Kubala disputó un total de 256 partidos oficiales con la camiseta azulgrana y consiguió 194 goles. Posee, además, uno de los récords (compartido con Bata del Athletic Club) de la Liga española al marcar siete goles en un partido que enfrentó a los catalanes con el Real Sporting de Gijón.

## Características
Pasaba horas y horas con el balón en los pies, entrenando en sesión de mañana y tarde, algo no habitual en la época. 
Fue el primer especialista en los lanzamientos a balón parado. Nadie antes había ejecutado las faltas golpeando el esférico con el interior del pie para superar la barrera. En los entrenamientos, solía cruzar apuestas con sus compañeros sobre las veces que conseguía enviar el balón al travesaño.

## Clubes y estadísticas

### Trayectoria
| Equipo                 | Temporadas | Partidos | Goles | Promedio |
| ---------------------- | ---------- | -------- | ----- | -------- |
| Ganz Torna             | 1944       | 9        | 2     | 0.22     |
| Ferencváros            | 1945-1946  | 49       | 33    | 0.67     |
| Bratislava             | 1946-1948  | 36       | 15    | 0.42     |
| Vasas SC               | 1948-1949  | 20       | 10    | 0.50     |
| Aurora Pro Patria 1919 | 1949-1950  | 0        | 0     | 0        |
| F. C. Barcelona        | 1950-1962  | 256      | 194   | 0.75     |
| RCD Espanyol           | 1963-1964  | 29       | 7     | 0.24     |
| FC Zürich              | 1965-1967  | 1        | 0     | 0.00     |
| Toronto Falcons        | 1967       | 19       | 5     | 0.26     |
| TOTAL                  | 1944-1967  | 419      | 266   | 0.63     |

### Copas nacionales
| temp.   | club            | país   | copa         | part. | goles |
| ------- | --------------- | ------ | ------------ | ----- | ----- |
| 1950/51 | F. C. Barcelona | España | Copa del Rey | 7     | 6     |
| 1951/52 | F. C. Barcelona | España | Copa del Rey | 7     | 12    |
| 1952/53 | F. C. Barcelona | España | Copa del Rey | 6     | 5     |
| 1953/54 | F. C. Barcelona | España | Copa del Rey | 3     | 3     |
| 1954/55 | F. C. Barcelona | España | Copa del Rey | 3     | 5     |
| 1955/56 | F. C. Barcelona | España | Copa del Rey | 2     | 1     |
| 1956/57 | F. C. Barcelona | España | Copa del Rey | 5     | 5     |
| 1957/58 | F. C. Barcelona | España | Copa del Rey | 6     | 5     |
| 1958/59 | F. C. Barcelona | España | Copa del Rey | 1     | 0     |
| 1959/60 | F. C. Barcelona | España | Copa del Rey | 5     | 4     |
| 1960/61 | F. C. Barcelona | España | Copa del Rey | 3     | 3     |
| Total   | Total           | Total  | Total        | 48    | 49    |

### Campeonatos internacionales
| temp.   | club            | país   | liga                   | part. | goles |
| ------- | --------------- | ------ | ---------------------- | ----- | ----- |
| 1955/56 | F. C. Barcelona | España | Copa europea de Ferias | 1     | 1     |
| 1956/57 | F. C. Barcelona | España | Copa europea de Ferias | 0     | 0     |
| 1957/58 | F. C. Barcelona | España | Copa europea de Ferias | 2     | 2     |
| 1958/59 | F. C. Barcelona | España | Copa europea de Ferias | 2     | 0     |
| 1959/60 | F. C. Barcelona | España | Copa europea de Ferias | 3     | 3     |
| 1959/60 | F. C. Barcelona | España | Copa de Europa         | 3     | 6     |
| 1960/61 | F. C. Barcelona | España | Copa europea de Ferias | 1     | 0     |
| 1960/61 | F. C. Barcelona | España | Copa de Europa         | 8     | 1     |
| Total   | Total           | Total  | Total                  | 20    | 13    |

### Resumen estadístico
|                       | Partidos | Goles | Promedio |
| --------------------- | -------- | ----- | -------- |
| Primera División      | 419      | 266   | 0.63     |
| Copas nacionales      | 48       | 49    | 1.02     |
| Copas internacionales | 20       | 13    | 0.65     |
| Selecciones nacional  | 28       | 15    | 0.53     |
| TOTAL                 | 515      | 343   | 0.70     |

## Palmarés

### Campeonatos nacionales
| Título                | Club            | Año  |
| --------------------- | --------------- | ---- |
| Copa del Generalísimo | C. F. Barcelona | 1951 |
| Campeonato de Liga    | C. F. Barcelona | 1952 |
| Copa del Generalísimo | C. F. Barcelona | 1952 |
| Copa Eva Duarte       | C. F. Barcelona | 1952 |
| Campeonato de Liga    | C. F. Barcelona | 1953 |
| Copa del Generalísimo | C. F. Barcelona | 1953 |
| Copa Eva Duarte       | C. F. Barcelona | 1953 |
| Copa del Generalísimo | C. F. Barcelona | 1957 |
| Campeonato de Liga    | C. F. Barcelona | 1959 |
| Copa del Generalísimo | C. F. Barcelona | 1959 |
| Campeonato de Liga    | C. F. Barcelona | 1960 |

### Campeonatos internacionales
| Título         | Equipo          | Sede      | Año  |
| -------------- | --------------- | --------- | ---- |
| Copa Latina    | C. F. Barcelona | París     | 1952 |
| Copa de Ferias | C. F. Barcelona | Barcelona | 1958 |
| Copa de Ferias | C. F. Barcelona | Barcelona | 1960 |

- Con el C. F. Barcelona fue subcampeón de la Copa de Europa 1960-61

### Individual
- Balón de Oro 1957: puesto 5°
- Mejor Jugador europeo del siglo XX según la IFFHS: puesto 23°[8]
- Mejor jugador mundial del siglo XX según la IFFHS puesto 32°

## Kubala entrenador
Kubala fue entrenador del Fútbol Club Barcelona en dos etapas (temporada 1962-63 y 1980-81). Entrenó también al Málaga con el que obtuvo el récord histórico del club de 60,61% de victorias en 33 partidos, el RCD Español, Elche CF, Real Murcia, Córdoba, Zúrich, Toronto City y Toronto Falcons.
Fue seleccionador español durante 11 temporadas (entre 1969 y 1980) lo que supone el segundo entrenador que más tiempo estuvo en la selección después de José María Mateos que fue el que más entreno a la selección española. A pesar de este periodo oscuro y sin éxito alguno del combinado nacional español, que no logró clasificarse para los Mundiales de 1970 ni de 1974, se le mantuvo en el cargo durante toda esa década. 
También fue seleccionador de Paraguay durante 1995 y de Arabia Saudita.
Como entrenador de Paraguay ha sido reconocido por ser quien inició el cambio de mentalidad en el fútbol de este país haciendo hincapié en la disciplina. Años después llegaron sus frutos porque Paraguay, tras no haber asistido a los dos anteriores mundiales, logró clasificarse para los siguientes de Francia 1998, Corea-Japón 2002, Alemania 2006 y Sudáfrica 2010

### Partidos dirigidos en la selección de Paraguay
Kubala dirigió a la Selección Paraguaya en 12 partidos con 6 victorias, 4 empates y 2 derrotas. La Albirroja anotó 15 goles y recibió 11. Sumó 22 puntos de 36 posibles, con una efectividad del 61,11%.
| Resultados    | Resultados | Resultados |          | Lugar      | Fecha                    | Torneo                             | Gol(es)                                        |
| ------------- | ---------- | ---------- | -------- | ---------- | ------------------------ | ---------------------------------- | ---------------------------------------------- |
| Bolivia       | 1          | 1          | Paraguay | La Paz     | 14 de mayo de 1995       | Copa Paz del Chaco                 | Francisco Esteche                              |
| Paraguay      | 0          | 0          | Bolivia  | Asunción   | 9 de junio de 1995       | Copa Paz del Chaco                 |                                                |
| Argentina     | 2          | 1          | Paraguay | Rosario    | 14 de junio de 1995      | Amistoso                           | Richart Báez                                   |
| Turquía       | 0          | 0          | Paraguay | Iquique    | 17 de junio de 1995      | Copa Centenario del Fútbol Chileno |                                                |
| Chile         | 0          | 1          | Paraguay | La Serena  | 19 de junio de 1995      | Copa Centenario del Fútbol Chileno | Julio César Enciso                             |
| Nueva Zelanda | 2          | 3          | Paraguay | Santiago   | 22 de junio de 1995      | Copa Centenario del Fútbol Chileno | Jorge L. Campos (2) y José S. Cardozo          |
| Paraguay      | 1          | 0          | Ecuador  | Asunción   | 30 de junio de 1995      | Amistoso                           | Roberto Acuña                                  |
| México        | 1          | 2          | Paraguay | Maldonado  | 6 de julio de 1995       | Copa América                       | José Cardozo y Adriano Samaniego               |
| Uruguay       | 1          | 0          | Paraguay | Montevideo | 9 de julio de 1995       | Copa América                       |                                                |
| Venezuela     | 2          | 3          | Paraguay | Montevideo | 12 de julio de 1995      | Copa América                       | José Cardozo, J.C. Villamayor y Carlos Gamarra |
| Colombia      | 1          | 1          | Paraguay | Montevideo | 16 de julio de 1995      | Copa América                       | Juan Carlos Villamayor                         |
| Japón         | 1          | 2          | Paraguay | Montevideo | 20 de septiembre de 1995 | Amistoso                           | Néstor Isasi y Virgilio Ferreira               |

### Premios, reconocimientos y distinciones
- Gran Cruz de la Real Orden del Mérito Deportivo, otorgada por el Consejo Superior de Deportes (2000)